# Cyndi Wang
Cyndi Wang Hsin-ling (chinês: 王心凌; pinyin: Wáng Xīnlíng; nascida em 5 de setembro de 1982) é uma cantora e atriz taiwanesa. Wang começou sua carreira musical quando lançou seu primeiro álbum, Begin... (2003). Além de sua carreira musical, Wang estrelou vários dramas de TV, incluindo The Car Is In Pursuit (2000), Westside Story (2003), Heaven's Wedding Gown (2004) e Smiling Pasta (2006).
Ela iniciou sua primeira turnê em 2016 e a segunda em 2019. Wang atua na cena musical taiwanesa há mais de vinte anos e é uma das principais estrelas pop femininas da indústria Mandopop, vendendo regularmente mais de um milhão de cópias de cada álbum dela em toda a Ásia. Ela é amplamente conhecida como a "Princesa Mandopop" ou "Querida de Taiwan".

## Carreira
Wang se formou e completou um curso de teatro na Escola de Artes Hwa Kang. O pai dela é Waishengren, de Qingdao; enquanto sua mãe é Hakka. Wang é budista e tem um irmão mais novo. Depois que seus pais se divorciaram em 1992, Wang e seu irmão foram criados pela mãe.
Wang participou de um concurso de talentos realizado pela Avex Taiwan em 2003. Após a competição, ela teve a oportunidade de ir ao estúdio musical da Avex no Japão para aprender a cantar e dançar por três meses. Ela obteve um certificado de graduação da Avex Trax. Ela recebeu uma oferta de contrato da Avex Taiwan.[carece de fontes?]
A cantora já lançou catorze álbuns de estúdio, quatro álbuns de compilação e um álbum ao vivo. Seu último álbum, Bite Back, foi lançado em 12 de outubro de 2023. Além disso, Wang também possui uma prolífica carreira como atriz atuando em quatro filmes e oito series de televisão.

## Discografia

### Álbuns de estúdio
| Título              | Data de lançamento      | Título em chinês | Gravadora              | Ref.                 |
| ------------------- | ----------------------- | ---------------- | ---------------------- | -------------------- |
| Begin...            | 24 de fevereiro de 2003 | -                | Avex Taiwan            | [ 12 ] [ 13 ]        |
| Cyndi Loves You     | 26 de março de 2004     | 愛你             | Avex Taiwan            | [ 12 ] [ 14 ]        |
| Honey               | 18 de fevereiro de 2005 | 甜蜜             | Avex Taiwan            | [ 15 ] [ 16 ]        |
| Cyndi With U        | 27 de dezembro de 2005  | 心凌陪你         | Avex Taiwan            | [ 17 ]               |
| Magic Cyndi         | 30 de abril de 2007     | 魔法心凌         | Avex Taiwan            | [ 18 ] [ 19 ]        |
| Fly! Cyndi          | 30 de novembro de 2007  | 飛！心凌！       | Avex Taiwan            | [ 20 ] [ 21 ]        |
| Heart2Heart         | 4 de dezembro de 2009   | 心電心           | Gold Typhoon           | [ 22 ] [ 23 ] [ 24 ] |
| Sticky              | 27 de maio de 2011      | 黏黏黏黏         | Gold Typhoon           | [ 25 ] [ 26 ]        |
| Love? Or Not?       | 30 de novembro de 2012  | 愛不愛           | Universal Music Taiwan | [ 27 ] [ 28 ]        |
| The 10th Cyndi      | 25 de julho de 2014     | 第十个王心凌     | Universal Music Taiwan | [ 29 ] [ 30 ]        |
| Cyndi Wants Or Not? | 4 de dezembro de 2015   | 敢要敢不要       | Universal Music Taiwan | [ 31 ] [ 32 ]        |
| CYNDILOVES2SING     | 7 de dezembro de 2018   | 愛。心凌         | Universal Music Taiwan | [ 33 ] [ 34 ]        |
| BITE BACK           | 12 de outubro de 2023   | -                | Sony Music Taiwan      | [ 35 ]               |

### Álbuns de compilação
| Título         | Data de lançamento      | Título em chinês         | Gravadora              | Ref.          |
| -------------- | ----------------------- | ------------------------ | ---------------------- | ------------- |
| Shining 2005   | 26 de julho de 2005     | 閃耀2005 (新歌+節奏精選) | Avex                   | [ 36 ] [ 37 ] |
| Red Cyndi      | 29 de fevereiro de 2008 | 红心凌 (2008 新歌+精选)  | Avex                   | [ 38 ]        |
| Beautiful Days | 13 de novembro de 2009  | 美丽的日子 (新歌+精选)   | Avex                   | [ 39 ]        |
| My! Cyndi!     | 5 de setembro de 2020   | -                        | Universal Music Taiwan | [ 40 ] [ 41 ] |

### Álbuns ao vivo
| Título             | Data de lançamento    | Título em chinês    | Gravadora | Ref.   |
| ------------------ | --------------------- | ------------------- | --------- | ------ |
| Wonderland Concert | 3 de setembro de 2004 | 夢幻遊園地演唱會DVD | Avex      | [ 42 ] |

## Filmografia

### Cinema
| Ano  | Título              | Título em chinês | Papel           | Notas    | Ref.   |
| ---- | ------------------- | ---------------- | --------------- | -------- | ------ |
| 2000 | The Cabbie          | 運轉手之戀       | Betel Nut Xishi | Cameo    | [ 43 ] |
| 2007 | Ratatouille         | 料理鼠王         | Colette Tatou   | Dublagem | [ 44 ] |
| 2009 | Candy Rain          | 花吃了那女孩     | Xiao Yun        |          | [ 12 ] |
| 2016 | Go! Crazy Gangster  | 風雲高手         | Liao Xiao Yun   |          | [ 45 ] |
| 2018 | Crazy Little Things | 為你寫詩         | Cyndi Wang      | Cameo    | [ 46 ] |

### Televisão
| Ano  | Título                       | Título em chinês | Papel                                 | Rede de televisão | Ref.          |
| ---- | ---------------------------- | ---------------- | ------------------------------------- | ----------------- | ------------- |
| 2000 | The Car Is In Pursuit        | 車正在追         | Niu Nai                               | PTS               |               |
| 2003 | Westside Story               | 西街少年         | Shen Yin He                           | CTS/SET Metro     | [ 12 ] [ 47 ] |
| 2004 | La Robe De Mariage Des Cieux | 天國的嫁衣       | Tao Ai Qing / Ivy                     | CTS/SET Metro     | [ 15 ] [ 47 ] |
| 2006 | Smiling Pasta                | 微笑Pasta        | Cheng Xiao Shi                        | TTV/SET Metro     | [ 48 ] [ 47 ] |
| 2008 | Momo Love                    | 桃花小妹         | Chen Tao Hua                          | CTV/GTV           | [ 24 ] [ 47 ] |
| 2011 | Love Keeps Going             | 美樂加油         | Zha Mei Le / He Yan Qin               | CTV/GTV           | [ 47 ]        |
| 2013 | Second Life                  | 幸福選擇題       | Li En Zhen / Chen Zi Zi / Chen Zi Jun | SET Metro         | [ 49 ]        |